# チクロ
チクロ（サイクラミン酸ナトリウム）は、人工甘味料の一つ。IUPAC名はN-シクロヘキシルスルファミン酸ナトリウム sodium N-cyclohexylsulfamate。甘さは砂糖の30倍から50倍と言われる。後味がわずかに苦い（特に高濃度の場合）が、サッカリンやアセスルファムカリウムほどではなく、それらの高甘味度甘味料に比べてすっきりした、砂糖に近い甘味を持つ。1937年にアメリカ合衆国のMichael Svedaが発見した。

## 製法
スルファミン酸とシクロヘキシルアミンの混合物に水酸化ナトリウムを反応させて得られる。

## 安全性問題の経緯
チクロはアメリカ食品医薬品局により、発癌性や催奇形性の疑いが指摘されたため、1969年にアメリカ合衆国やカナダが使用禁止を発表。これを受けて日本でも、農林省が使用をやめるよう要請した結果、清涼飲料水の製造企業が自主規制に同意。さらに同年中には、食品添加物の指定が取り消しとなり、チクロの使用が禁止された。ただし多数の追試験では一つも再現されず、イギリスを含むヨーロッパでは全く問題にされなかった。
1972年には、スイス連邦政府がテスト結果としてチクロの無害を発表した。これらの結果を受けて、製造元であるアボット・ラボラトリーズがFDAに働きかけても、規制は撤廃されなかった。現在では中国、カナダ、EUなど約55ヶ国で使用されている。このように各国の食品行政の対応が異なるため、輸入食品回収事件の原因となることもある。
日本においては1969年11月に使用禁止となり、回収する期限は清涼飲料水が1970年1月、その他の食品は同年2月、缶詰、瓶詰は同年9月までとされた。同年12月26日にはチクロを取り扱う業者が、有害を示すデータがないまま製造販売を禁止したのは不当な行政措置だとして厚生省に対し訴訟を起こしたが、消費者の不信を払拭するには至らなかった。
チクロを使用してきた食品・菓子は甘味料が変更されることとなり、その結果、味が変化したり、廉価なチクロが使えなくなったりしたことによる価格上昇で売上を落とし、姿を消した商品もある。パッケージにはチクロを使用していないという意味で「全糖」という表現も見られた。これを機に砂糖や天然由来の甘味料、アミノ酸ベースの甘味料に切り換え、現在に至るまで販売されている商品もある。
1982年、JECFA（WHO/FAO合同による食品添加物専門家会議）では、チクロの1日当たり許容摂取量を、体重1キログラム当たり11ミリグラムとした。この量は菓子類などに使用する分には問題ない量ではあるが、日本では他の甘味料の普及が進んだ状況もあり、積極的にチクロの使用を考える企業はなく、安全性の再評価は行われていない。ただし、規制の継続が上記のような輸入食品の回収・廃棄につながり、食品ロスを生じさせているとの指摘もある。

## チクロの密売
- 1971年10月12日、大阪府警察保安二課は、販売禁止となっていたチクロ入り缶詰を販売していた会社を食品衛生法（有害食品の販売禁止）違反の疑いで家宅捜索、経営者を取り調べた。チクロ入り缶詰はサクランボのシロップ漬けであり、喫茶店やバーなどに卸していた[9]。